# 4 Chords
4 Chords è un singolo estratto dall'album degli The Axis of Awesome Animal Vehicle. Si tratta di un medley tra diverse canzoni pop, tutte basate sulla stessa struttura musicale. In realtà, molti dei brani inclusi non seguono la stessa progressione oppure lo fanno soltanto per un breve periodo. I 4 accordi, seguendo la numerazione romana, sono indicate come I-V-vi-IV. Fin dall'inizio del brano, i quattro accordi vengono suonate in ostinato. Nel video ufficiale, le 47 canzoni incluse nel medley sono:
1. Journey – Don't Stop Believin'
2. James Blunt – You're Beautiful
3. The Black Eyed Peas – Where Is the Love?
4. Alphaville – Forever Young
5. Jason Mraz – I'm Yours
6. Train – Hey, Soul Sister
7. The Calling – Wherever You Will Go
8. Elton John – Can You Feel the Love Tonight
9. Akon – Don't Matter
10. John Denver – Take Me Home, Country Roads
11. Lady Gaga – Paparazzi
12. U2 – With or Without You
13. The Last Goodnight – Pictures of You
14. Maroon 5 – She Will Be Loved
15. The Beatles – Let It Be
16. Bob Marley – No Woman, No Cry
17. Marcy Playground – Sex and Candy
18. Men at Work – Down Under
19. Jill Colucci – The Funny Things You Do
20. Jack Johnson – Taylor
21. Spice Girls – 2 Become 1
22. a-ha – Take on Me
23. Green Day – When I Come Around
24. Eagle-Eye Cherry – Save Tonight
25. Toto – Africa
26. Beyoncé – If I Were a Boy
27. Kelly Clarkson – Behind These Hazel Eyes
28. Jason Derulo – In My Head
29. The Smashing Pumpkins – Bullet with Butterfly Wings
30. Joan Osborne – One of Us
31. Avril Lavigne – Complicated
32. The Offspring – Self Esteem
33. The Offspring – You're Gonna Go Far, Kid
34. Akon – Beautiful
35. Timbaland featuring OneRepublic – Apologize
36. Eminem featuring Rihanna – Love the Way You Lie
37. Bon Jovi – It's My Life
38. Lady Gaga – Poker Face
39. Aqua – Barbie Girl
40. Red Hot Chili Peppers – Otherside
41. The Gregory Brothers – Double Rainbow Song
42. MGMT – Kids
43. Andrea Bocelli – Time to Say Goodbye
44. Robert Burns – Auld Lang Syne
45. Five for Fighting – Superman (It's Not Easy)
46. The Axis of Awesome – Birdplane
47. Missy Higgins – Scar

Nelle esibizioni dal vivo, altri brani furono inclusi nel medley:
1. Alex Lloyd – Amazing
2. Richard Marx – Right Here Waiting
3. Adele – Someone like You
4. Christina Perri – Jar of Hearts
5. Crowded House – Fall at Your Feet
6. Red Hot Chili Peppers – Under the Bridge
7. Daryl Braithwaite – The Horses
8. Pink – U + Ur Hand
9. The Fray – You Found Me
10. 3OH!3 – Don't Trust Me
11. Tim Minchin – Canvas Bags
12. blink-182 – Dammit
13. Kasey Chambers – Not Pretty Enough
14. Alicia Keys – No One
15. Amiel – Lovesong
16. Bush – Glycerine
17. Thirsty Merc – 20 Good Reasons
18. Lighthouse Family – High
19. Red Hot Chili Peppers – Soul to Squeeze
20. Banjo Paterson – Waltzing Matilda
21. Bic Runga – Sway
22. Ben Lee – Cigarettes Will Kill You
23. Michael Jackson – Man in the Mirror
24. Mika – Happy Ending
25. The Cranberries – Zombie
26. Natalie Imbruglia – Torn